# Ernst Mach
Ernst Mach (født 18 februar 1838 i Brno, død 19 februar 1916 i Vaterstetten) var en mæhrisk-østrigsk fysiker og filosof; professor i matematik i Graz 1864, professor i fysik i Prag 1867 og professor i filosofi i Wien 1895-1902.
Ernst Mach ydede bidrag dels indenfor naturforskningen, dels indenfor erkendelsesfilosofien.
Som professor ved Karlsuniversitetet i Prag arbejdede han med teknikker der skulle kunne fjerne lydbølgers bevægelser. Han indførte Mach-tallet, som er et mål for en genstands hastighed i forhold til lydens hastighed (så at en genstand i bevægelse overskrider lydens hastighed (lydmuren) ved en Mach-værdi på 1). 

## Livshistorie
Ernst Mach blev i 1864 professor i fysik i Graz, fra 1867 i Prag og var 1895-1902 professor i filosofi i Wien.
I sin videnskabelige karriere forskede han i akustiske og optiske spørgsmål.
Allerede som 15-årig stiftede Mach bekendtskab med Kants "Prolegomena", der grundlagde en kundskabsteoretisk interesse for den subjektive retning i opfattelserne, hvilke satte sit tydelige præg på hans videnskabelige og filosofiske tankegang. Hans studier inden for fysikken og dennes historie førte ham vel ikke bort fra denne tankeretning, men førte ham fra Kants standpunkt til en sensuel positivisme, som fornægtede "tingen i sig" og fattede al virkelighed ene som et hele af sanseoplevelser. Det findes i henhold til denne tankegang ingen legemer, som forårsager vore sansefornemmelser, men legemerne er intet andet end "komplekser af fornemmelser". Videnskabens opgave bliver alene at give en beskrivelse af disse fornemmelsesfakta, hvorved en anvendelse af funktionsbegrebet, med hvilket man konstaterer regelbundne forhold mellem de enkelte fakta, muliggør en tankevirksomhedens økonomi eller rationalitet, der sikrer, at man kan nå frem til en relativt fuldstændighed i opfattelsen.
Mach udviklede et vist forfatterskab, der i samtiden nåede så stor popularitet, at flere værker kom i adskillige oplag. Machs første arbejder behandlede dele af naturvidenskabernes historie: "Die Geschichte und die Wurzel des Satzes von der Erhaltung der Arbeit" (1872), "Die Mechanik in ihrer Entwickelung" (1883) og "Die Principien der Wärmelehre" (1896), mens hans senere værker var filosofisk anlagte: "Die Analyse der Empfindungen" (1886) og "Erkenntnis und Irrtum" (1905). Desuden udgav han "Populärwissenschaftliche Vorlesungen" (1896).

## Videnskabsfilosofi
Ved siden af sine almindelige videnskabelige undersøgelser fremsatte Ernst Mach en række anskuelser, som har vidtrækkende betydning for den nyere tids naturvidenskabeligt indstillede filosofi. Disse anskuelsers udgangspunkt er, at mennesker er biologiske skabninger, og den menneskelige erkendelse i bund og grund er et biologisk fænomen og et redskab for mennesket i dets tilpasning til omverden. De deraf afledte slutninger har Mach fremstillet i to værker: "Analyse der Empfindungen" ("Analyse af Fornemmelserne", 1886) og "Erkenntnis und Irrtum" ("Erkendelse og Vildfarelse", 1905), hvor menneskers hele måde at opfatte omverdenen på underkastes en kritisk prøvelse.
I følge Mach består tilværelsen i reaktioner på de indtryk, vi modtager fra omgivelserne, og det, vi kalder erkendelse, er en livsytring, der tjener til at gøre den måde, vi reagerer på påvirkninger og indtryk fra omgivelserne på, så hensigtsmæssig som mulig derved, at menneskets reaktionsvaner dels er nedarvede, dels tillærte. Reaktionsvaner, som i visse tilfælde er livsbevarende eller livsfremmende, kan under andre vilkår vise sig at være uden betydning eller endda skadelige. Det er derfor en fordel i kampen for at overleve at kunne tilpasse sig til ændrede forhold ved hele tiden gennem livet at udvikle nye reaktionsmåder. Jo mere sammensatte og foranderlige omgivelserne bliver, desto vigtigere er det for skabningerne at tilpasse, nuancere og tillære sig nye handlingsmåder således, at selv mindre nuancer i påvirkningerne fra omgivelserne modsvares at den bedst egnede reaktion.
For at opnå dette har mennesket udviklet associationsevnen, hvorved to eller flere sanseindtryk sammenknyttes på en sådan måde, at en fornyet optræden af en af dem automatisk medfører fornyet optræden af en eller flere af de andre. Når vi oplever træk af en tidligere forekommet situation, genkaldes hele situationsforløbet, herunder de da foretagne handlinger og deres betydning for udfaldet af situationen. Således vil fx et barn, der een gang har brændt fingrene, have dannet en association mellem ildens udseende (svarende til ildens påvirkning af øjet) og smerten (ildens påvirkning af fingrene), og denne association vil bevirke, at barnet ikke atter vil stikke fingrene ind i ilden, men tværtimod trække fingrene til sig. Sådanne associationer, der kan genkaldes, er ifølge Mach det, vi kalder "bevidsthed".
Tilsvarende er begreber, ifølge Mach, blot led i associationsprocessen. For at ordne de mange sanseindtryk, samles genstande eller fænomener, der associeres til at påvirke på en ensartet måde i en klasse, der udtrykkes i sproget i et begreb: "På det højeste udviklingstrin er begrebet den til ordet, betegnelsen, bundne bevidsthed om de reaktioner, som man må vente af den betegnede klasse af genstande eller kendsgerninger". Den biologiske fordel herved er, at man på en tankebesparende måde kan sammenfatte de mangfoldige indtryk fra omgivelserne i ord eller begreber, som bruges til at holde styr på disse indtryk og hurtigt reagere på den erfaringsmæssigt mest egnede måde. Målet er at udvikle det begrebsapparat, som enklest og mest overskueligt omfatter alle de påvirkninger fra omgivelserne, som man må forholde sig til og reagere på. Begreberne må tilpasses kendsgerningerne, så at de gengiver disse bedst muligt. Hvor de tilvante begreber kommer i modstrid med oplevede kendsgerninger, opstår der vanskeligheder, som må løses ved at danne nye og bedre tilpassede begreber. Det er ved denne proces, at erkendelsen udvikles og forbedres. Undertiden holder vanen imidlertid fast i begreber, som har vist sig uegnede og som derfor hæmmer videre fremskridt i erkendelsen. Sådanne forældede og skadelige begreber må efter Machs opfattelse opspores og bekæmpes.
Mach forholder sig imidlertid kritisk til den menneskelige evne til overhovedet at kunne erkende fænomener i omgivelserne, idet mennesker danner sig ulige former for vrangforestillinger. En sådan vrangforestilling er ideen om "ting" eller fænomener, der har de egenskaber, som vi sanser, men som er forskellige fra disse egenskaber og så at sige eksisterer "bag" dem som en slags bærere af disse. Herimod hævder Mach, at når mennesker forbinder en række sanseindtryk som fx en frugts form, fasthed, farve, duft og smag, så benævner vi dette bundt af sammenknyttede sanseindtryk ved et begreb, fx frugt, og opfatter disse sanseindtryk som egenskaber ved den pågældende "ting". Hvis nu nogle af egenskaberne i bundtet forandres, mens andre ikke forandres, så giver vi ikke den forandrede "ting" et nyt navn men beholder det gamle og siger, at det fortsat er den samme "ting", men at nogle af tingenes egenskaber er blevet forandrede. Denne vildfarelse lader sig imidlertid kun opretholde så længe antallet af forandringer er så begrænsede, at vi mener at kunne genkende "tingen". Hvis derimod alle egenskaberne forandres, vil det ikke mere have mening at tale om den samme ting. Alt, hvad vi ved om "tingen", er dens egenskaber, og der er ikke grund til at tro, at der er uforanderlige ting "bagved" de foranderlige egenskaber: "Tingen, legemet, materien er intet andet end sammenhængen af egenskaberne, farverne, tonerne o.s.v.". En nøjere undersøgelse og eftertanke vil vise, at intet er uforanderligt, men kun fremstår således til en vis tid og under visse forhold, mens de under andre forhold opløses og deres dele indgår som led i andre "ting" eller bundter, som fx et spist æble under fordøjelsen ophører at findes som æble, men i stedet optages som del i den fordøjende organisme, eller en snemand i tøvejr ophører at findes som snemand og i stedet bliver til smeltevand. Forestillingen om faste "ting", som har "egenskaber" må derfor afløses af forestillingen om relativt faste bundter af sanseindtryk – "elementer" kalder Mach dem.
Ifølge Mach findes naturlove kun i teorierne: "En naturvidenskabelig sætning har altid kun den hypotetiske mening: Hvis kendsgerningen A svarer nøjagtigt til begreberne M, så svarer B nøjagtigt til begreberne N; B svarer til N med samme nøjagtighed som den, hvormed A svarer til M. Den absolutte nøjagtighed, den fuldkomment nøjagtige entydige bestemmelse af følgerne af en forudsætning findes for naturvidenskabernes (ligesom for geometriens) vedkommende ikke i den sanselige virkelighed, men kun i teorien". Jo bedre teorien stemmer med virkeligheden, desto sikrere forudsigelser kan den bibringe, og des nyttigere er den. Mach opfatter fremkomsten af naturlove som bevidsthedens indskrænkning af de forventninger, vi – belært af erfaringen – har til en given situation. De er med andre ord rent menneskelige dannelser, som udspringer af den menneskelige skabnings behov for at orientere sig bedst muligt i sin erfaringsverden og reagere bedst muligt på de ulige påvirkninger, den udsættes for. Naturvidenskaben forklarer dybest set intet som helst, men den vejleder os (bedre) i vor handlen og tjener dermed som hjælpemiddel til fuldere og varigere tilfredsstillelse af vore behov. Deri ligger dens eksistensberettigelse, nytte og værdi.
Ligesom Mach opløste kroppene i sansefornemmelser, så erkendte han heller ikke noget oprindeligt "jeg", men fattede også jeget blot som en stærkere sammenhængende gruppe af sansefornemmelser, hvilken sammenhæng med elementer, tilhørende andre grupper, er svagere.

## Indflydelse
Machs filosofiske teorier vakte megen opmærksomhed og blev flittigt diskuteret i faglitteraturen. Harald Høffding behandlede dem i "Moderne filosofer" (1904), og inden for den tyske litteratur blev før 1. verdenskrig udgivet monografier over Machs filosofi af R. Hönigswald og T. Beer (1903), B. Hell (1907) samt F. Reinhold (1908).
Einstein tilkendegav at han var inspireret af Mach og betragtede ham som en vigtig kilde til sit eget arbejde. Andre, som Lenin, var ikke lige så positivt indstillede. Bl.a. pga. Mach's lettere besynderlige hævdelse: "Der findes i henhold til denne tankegang ingen legemer, som forårsager vore sansefornemmelser". Som en følge heraf kunne man blandt Sovjetunionens materialister finde skældsord som ordet "machist".
Mach-værdien – efter Ernst Mach – angiver lydens hastighed.
Den Machske kegle (tysk: Machsche Kegel) har navn efter ham og angiver udbredelsesbølgen fra et objekt, der bevæger sig med hastighed langsommere end lyden henholdsvis overlydshastighed. Den vinkel (a), som ved overlydshastighed dannes, kaldes for den Machske vinkel (tysk: Machsche Winkel) og defineres som sin a = 1/M ~ c/v, hvor c angiver det medium, bevægelsen sker i.

## Forfatterskab
- Die Geschichte und die Wurzel des Satzes von der Erhaltung der Arbeit (1872)
- Die Mechanik in ihrer Entwicklung Arkiveret 2. september 2020 hos  Wayback Machine (1883, 5. oplag 1904) (tysk)
- Beiträge zur Analyse der Empfindungen (1886, 5. oplag 1906)
- Die Principien der Wärmelehre" (1896, 2. oplag 1900)
- Populärwissenschaftliche Vorlesungen" (1896, 3. oplag 1903)
- Erkenntnis und Irrtum. Skizzen zur Psychologie der Forschung Arkiveret 14. november 2010 hos  Wayback Machine (1905) (tysk)